# Самойлово (Московська область)
Самойлово (рос. Самойлово)– присілок у Сергієво-Посадському районі Московської області Російської Федерації

## Розташування
Самойлово входить до складу міського округу Пересвєт, воно розташовано на південь від міста Пересвєт, на березі річки Кунья. Найближчі населені пункти — Коврово, Ігнатьєво.

## Населення
Станом на 2010 рік у присілку проживало 23 людини